# Жайлау (Жамбылский район)
Жайлау (каз. Жайлау) — село в Жамбылском районе Алматинской области Казахстана. Входит в состав сельского округа Матибулак. Код КАТО — 194255400.

## Население
В 1999 году население села составляло 97 человек (46 мужчин и 51 женщина). По данным переписи 2009 года, в селе проживал 81 человек (34 мужчины и 47 женщин).